# Ohrfeigenbrief
Als Ohrfeigenbrief ist in der Geschichtswissenschaft ein Brief bekannt geworden, den Zar Alexander II. von Russland am 3./15. August 1879 aus Verärgerung über die Ereignisse und Ergebnisse des Berliner Kongresses seinem Onkel, dem Deutschen Kaiser Wilhelm I., schickte. In dem Brief beklagte er sich vor allem über Reichskanzler Otto von Bismarck, der die Beziehungen zwischen Russland und Deutschland gefährden würde.

## Historische Einordnung
Der Brief fügt sich in die wiederholten Versuche Russlands ein, das Deutsche Reich für seine Expansion auf dem Balkan zu vereinnahmen. Berlin sollte dabei seine Politik zugunsten Österreichs aufgeben und Partei für Russland ergreifen. Alexander II. wollte im Gegenzug die Sicherheit des Deutschen Reiches garantieren. Bismarck wies dieses Ansinnen jedoch zurück, da er als mögliche Folge ein Zurückfallen in die zweite Reihe der internationalen Politik befürchtete. Entsprechend dieser Haltung war er auf dem Berliner Kongress 1878 in einer neutralen Position („ehrlicher Makler“) zwischen den europäischen Mächten aufgetreten.
Nach dem Kongress hatte sich die Stimmung zwischen Russland und dem Deutschen Reich zunehmend verschlechtert. Bismarck stand auf russischer Seite Außenminister Fürst Alexander Michailowitsch Gortschakow gegenüber, der den Berliner Kongress als persönliche Niederlage ansah. Nach dem Kongress ließ Gortschakow Truppen an der deutsch-russischen Grenze aufmarschieren. Bismarcks Schutzzollpolitik gegen russische Agrarprodukte und schließlich ein generelles Embargo wegen einer Viehseuche sorgten für weitere Missstimmung im Zarenreich. Im Frühjahr 1879 zettelte Bismarck zudem eine Pressekampagne an, die gegen Gortschakow persönlich gerichtet war.

## Der Brief und seine Wirkung
Alexander II. warf in seinem auf Französisch verfassten Schreiben Bismarck vor, die deutsch-russische Politik der persönlichen Auseinandersetzung mit Gortschakow unterzuordnen und damit auf eine internationale Krise zuzusteuern. Darüber hinaus forderte er für das russische Stillhalten im Deutsch-Französischen Krieg von 1870 eine diplomatische Gegenleistung, die Preußen ihm bislang schuldig geblieben sei: „Der Kanzler Ew. Majestät hat die Versprechungen von 1870 vergessen.“ Der Zar forderte letztlich eine Entscheidung für oder gegen sein Reich.
Wilhelm I. befand sich angesichts des Briefes, der aufgrund seiner vergleichsweise undiplomatischen Formulierungen als schriftliche Ohrfeige der russischen Seite interpretiert wird, in einer schwierigen Position. Er wollte weder das Bündnis mit Österreich-Ungarn aufgeben noch die Beziehungen zu Russland verschlechtern oder Bismarck schwächen. Auf den Ohrfeigenbrief folgte eine wenig aussagekräftige Antwort, allerdings verbunden mit der Ankündigung eines Besuchs bei Alexander II. im September 1879.
Zar Alexander II. erklärte bei diesem Treffen am 4. September 1879 in Alexandrowo gemäß Aufzeichnung Wilhelms I., den „Ohrfeigenbrief“ allein geschrieben zu haben, entschuldigte sich für die verletzenden Passagen und unterdrückte die deutschfeindliche Kampagne in der russischen Presse. Dies hinderte Bismarck nicht daran, den Abschluss des Zweibundes mit Österreich-Ungarn voranzutreiben und den Kaiser zum Abschluss des Bündnisses als Fortsetzung des aufgelösten Deutschen Bundes zu drängen.
Der russische Botschafter in Berlin Paul von Oubril wurde im Zuge der Affäre abberufen.